# Ultra Violent PØP
Ultra Violent PØP, oft abgekürzt als U.V. PØP, ist eine britische Band aus Sheffield.
Das einzig beständige Mitglied ist John Kevin White, der die Band 1981 als Ein-Mann-Projekt gründete, nachdem er zuvor kurz bei I Scream Brothers aus Doncaster für Gesang, Texte und Gitarre zuständig war. Er nahm erste Tapes auf und ging unter anderem mit In the Nursery, Danse Society, Pulp und Culture Club auf Tour. 1982 erschien die erste Single Just A Game / No Songs Tomorrow, die von Cabaret Voltaire produziert wurde. Im folgenden Jahr wurde das Debütalbum No Songs Tomorrow veröffentlicht. Dieses wurde hauptsächlich in Großbritannien bekannt, hatte aber auch einige Rezipienten in Deutschland.
1986 nahmen U.V. PØP die Single Serious und das Album Bendy Baby Man auf. Der Song Serious entwickelte sich zu einer populären New-Wave-Hymne der 80er Jahre und wurde später von der deutschen Band Escape With Romeo auf deren drittem Album Next Stop Eternally gecovert. Die Band blieb bis 1997 aktiv, zog sich danach allerdings aus der Öffentlichkeit zurück.
2010 reformierte White die Band, die nun auch wieder Konzerte spielt. Seitdem sind vor allem Neuaufnahmen von alten Songs, bisher unveröffentlichte Demos, Compilations sowie Re-Releases ihrer Alben und Singles erschienen.
Das Lied Psalm von der LP No Songs Tomorrow wurde 2008 von Anne Clark auf dem Album The Smallest Acts of Kindness gecovert.

## Diskografie
I Scream Brothers
- 12"            5 Miles To Midnight, 1981

Ultra Violent PØP
- Tape           The Cellar Demos, 1981
- 7"             Just A Game / No Songs Tomorrow, 1982
- Tape           Live in Amsterdam, 1983
- LP             No Songs Tomorrow, 1983
- Tape           Have I got something for you?, 1985
- 7"/12"         Anyone For Me, 1985
- 12"            Serious, 1986
- DAT            Serious Mix, 1986
- LP             Bendy Baby Man, 1986
- 12"            Music To Yeah To, 1988
- Tape           Demos 1993 / 1994
- CDR            In Your Skin, 1997
- 12"/CDS        Serious - Re-Release, 1997
- Digital EP     I Dream - Acoustic, 2010
- Digital EP     Sea The Stars Social Club, 2010
- Digital Album  Millbank Street Sessions, 2011
- CD             The Anthology - Compilation, 2011
- CD             Anyone For Me / Bendy Baby Man - Re-Release, 2011
- 7"             Just A Game / No Songs Tomorrow - Re-Release, 2011
- CD/LP          No Songs Tomorrow - Re-Release, 2012
- CD/LP          The Cellar Tapes, 2015
- CD             In Your Skin / Stop The World - Re-Release, 2018
- CD/LP          Sound Of Silence, 2022

Cover Album
- Strafbomber - Sleep Don't Talk - A Tribute To UV PØP